# 양산 통도사 건륭40년명 약사여래후불탱
양산 통도사 건륭40년명 약사여래후불탱(梁山 通度寺 乾隆四十年銘 藥師如來後佛幀)은 대한민국 경상남도 양산시 하북면, 통도사에 있는 탱화이다. 
2005년 1월 13일 경상남도의 유형문화재 제419호 통도사 건륭40년 약사여래후불탱으로 지정되었다가, 2018년 12월 20일 현재의 명칭으로 변경되었다.

## 개요
본 작품은 약사전 후불탱으로 1775년 통도사 불화제작의 주요인물인 화사 포관(抱冠) 등이 제작한 작품이다. 
본존의 신광을 중심으로 보살과 신중들이 지니고 있는 지물과 의문에 금분을 적절하게 사용하여 화면에 생기를 더하고 있으며, 신장상의 다양한 복식 또한 귀중한 자료적 가치가 있다. 

## 같이 보기
- 통도사

## 참고 자료
- 양산 통도사 건륭40년명 약사여래후불탱 - 국가유산청 국가유산포털